# Erinocarpus
Erinocarpus  es un género de fanerógamas con tres especies perteneciente a la familia Malvaceae. Es originario de Nueva Zelanda.
Fue descrito por Nimmo ex J.Graham  y publicado en A Catalogue of the Plants Growing in Bombay and its Vicinity  21, en el año 1839. La especie tipo es Erinocarpus nimmonii J.Graham.

## Especies
| - Erinocarpus knimoni - Erinocarpus nimmoanus - Erinocarpus nimmonii |